# 40原
40原（しまはら、5月18日 - ）は日本のイラストレーター。東京都出身。

## 来歴
アニメーターの仕事の経験を経て現在のイラストレーターに転身。同人サークル"アニマルマシーン"で活動中。
代表作の『嫌な顔されながらおパンツ見せてもらいたい』（通称：嫌パン）の同人誌は2015年のコミックマーケットより頒布している。

## 活動

### 展示会
- 嫌な顔されながらおパンツ見せてもらいたいイラスト展1〜8（とらのあな）[5]

### 原作
- 嫌な顔されながらおパンツ見せてもらいたい 〜余はパンツが見たいぞ〜

### アニメ
- WEBアニメ『嫌な顔されながらおパンツ見せてもらいたい』1〜2期[6][7][8]
- TVアニメ『翠星のガルガンティア』カウントダウン応援イラスト（オケアノス／「翠星のガルガンティア」製作委員会）
- WEBアニメ『みるタイツ』第5話「水着タイツ」エンドカード
- WEBアニメ『がんばれ同期ちゃん』第2話エンドカード

### フィギュア
- 嫌な顔されながらおパンツ見せてもらいたいフィギュア メイドの伊東ちとせさん メイドの伊東ちとせさん（ダイキ工業）
- 嫌な顔されながらおパンツ見せてもらいたいフィギュア メイドの伊東ちとせさん クラシックブラウンver.（ダイキ工業）
- 嫌な顔されながらおパンツ見せてもらいたいフィギュア 巫女さんの出雲いおり（ダイキ工業）
- 伊東ちとせ illustration by 40原 DX Ver. 1/6 完成品フィギュア（スカイチューブ）

### 表紙イラスト・小説挿絵
- 遊者戦記 #君とリアルを取り戻すRPG（集英社 ダッシュエックス文庫）
- 異世界召喚は二度目です（双葉社 モンスター文庫）
- 異世界エース（双葉社 モンスター文庫）
- 魔物と始める村づくり!  やる気なし魔導師の開拓（泰文堂 レッドライジングブックス）
- ただ制服を着てるだけ（SBクリエイティブ GA文庫）
- 玄関前で顔の良すぎるダウナー系美少女を拾ったら（KADOKAWA 角川スニーカー文庫）

### 書籍
- M meets Girl カバーイラスト（一迅社）
- 萌える!妖怪事典 伝承編 挿絵イラスト（TEAS事務所）
- SS（スモールエス） Vol.38 見開きピンナップイラスト（飛鳥新社）
- SS（スモールエス） Vol.39 メイキング掲載（飛鳥新社）
- TOKYO怨霊退散！最強パワースポットを歩く！西東京編　東東京編　表紙イラスト（ファミマドットコム）
- まんがタイムきららミラク　メタコン！1〜3話ゲスト漫画掲載 (芳文社)
- 絵師×魔女・魔法少女図鑑　キャラクターイラスト掲載（エムディエヌコーポレーション）
- 乗り物と少女の描き方 メイキング掲載（誠文堂新光社）
- 終末のハーレム（神谷花蓮）10巻発売応援イラスト（集英社）
- カントク監修アンソロジーイラスト集『セーラー服のまんなか』（GAKAKU）
- コミックアライブ2018年12月号　付録B2ポスター[ Re:ゼロから始める異世界生活 ]イラスト
- E☆2Vol.54（軸中心派）イラスト、タペストリーイラスト

### キャラクターデザイン
- PCゲーム「BALDR HEART」ゲーム内兵装少女（FEI）キャラクターイラスト（株式会社エンターグラム）
- 温泉むすめ（湯河原 伊露羽）キャラクター原案
- ニュース配信アプリ「JC News」キャラクターデザイン（アキナジスタ株式会社）
- タテアニメ（Production I.G）アプリ内キャラクターデザイン

### イラスト
- TCGファイアーエムブレム０サイファ1〜21弾 カードイラスト（株式会社インテリジェンシステムズ）
- 雪ミク新聞（スポーツ報知）抜き取り式大型ポスターイラスト
- 初音ミク10周年記念商品」特典用イラスト
- 1/12 ピコニーモ×リトルアーモリー ライフルケース＆AA-12タイプ スペシャルカラー（アゾン）パッケージイラスト
- アズールレーンキャラソンVol.1〜Vol.5連動購入特典：描き下ろし収納BOX（ジャベリン＆Z23）

### ソーシャルゲーム
- スマホゲーム逆転オセロニアゲーム内キャラクターイラスト（株式会社ディー・エヌ・エー）
- PS Vita版拡散性ミリオンアーサー カードイラスト（株式会社スクウェア・エニックス）
- 戦国SAGA カードイラスト（株式会社サムザップ）
- ラブライブ！スクールアイドルフェスティバル　キラキラ☆転入生フェスティバル　カードイラスト